# Piper claudii
Piper claudii är en pepparväxtart som beskrevs av C. Dc.. Piper claudii ingår i släktet Piper och familjen pepparväxter. Inga underarter finns listade i Catalogue of Life.